# Nationalstraße 6 (Japan)
Die Nationalstraße 6 (jap. 国道6号, Kokudō 6-gō) ist eine wichtige Nord-Süd-Straße in Japan und durchquert die japanische Hauptinsel Honshū von Tokios bis Sendai. Die Entfernung beträgt 345,5 km.

## Geschichte
Die Nationalstraße 6 wurde 1920 zwischen Tokio und Sendai eingerichtet. Am 4. Dezember 1952 erfolgte die Einstufung als Nationalstraße 1. Klasse. Jedoch wurde zum 1. April 1965 diese Unterscheidung aufgehoben.
Durch die nach der Nuklearkatastrophe von Fukushima eingerichteten Sperrzone mit einem Radius von 20 km rund um das Kernkraftwerk Fukushima Daiichi, die am 22. April 2011 offiziell eingerichtet wurde, ist die Nutzung des 40 km langen Abschnitts zwischen Hirono und Haranomachi in Hamadōri der Präfektur Fukushima nur noch mit behördlicher Ausnahmegenehmigung erlaubt. Seit 15. September 2014 ist der Abschnitt von Futaba nach Tomioka, ausschließlich für Kraftfahrzeuge, wieder ohne Bewilligung befahrbar. Straßensperren sollen die unbefugte Nutzung von anderen Abzweigungen in der Sperrzone verhindern und damit ebenfalls Plünderung in verlassenen Gegenden vorbeugen.
In Iwaki wurde eine kreuzungsfreie Straße gebaut, auf die die Nationalstraße 6 gelegt wurde. Die alte Trasse wurde unter anderem zur Präfekturstraße 20 abgestuft sowie ein Teil der Nationalstraße 399 zugeordnet.

## Verlauf
- Präfektur Tokio
  - Chūō – Taitō – Sumida – Katsushika
- Präfektur Chiba
  - Matsudo – Nagareyama – Kashiwa – Abiko
- Präfektur Ibaraki
  - Toride – Ryūgasaki – Ushiku – Tsukuba – Tsuchiura – Kasumigaura – Ishioka – Omitama – Ibarakimachi – Mito – Hitachinaka – Naka – Tōkaimura – Hitachi – Takahagi – Nordibaraki (Isohara)
- Präfektur Fukushima
  - Iwaki – Hirono – Naraha – Tomioka – Ōkuma – Futaba – Namie – Südsōma (Haranomachi) – Sōma – Shinchi
- Präfektur Miyagi
  - Yamamoto – Watari – Iwanuma – Natori – Sendai

Der gesperrte Bereich innerhalb der Evakuierungszone ist kursiv dargestellt.